# Балцерс, Рудолфс
Ру́долфс Ба́лцерс (латыш. Rūdolfs Balcers; род. 8 апреля 1997, Лиепая) — латышский хоккеист, левый нападающий. Бронзовый призёр чемпионата мира 2023 года.

## Карьера
Балцерс начал свою профессиональную карьеру в клубе GET-ligaen «Ставангер Ойлерз» ещё будучи юниором в сезоне 2013/14. В сезоне 2014/15 он набрал 21 очко в 38 матчах и выиграл чемпионат вместе с командой. По окончании сезона 2014/15 он был выбран на драфте НХЛ 2015 года клубом «Сан-Хосе Шаркс» в 5-м раунде под общим 142-м номером.
По окончании сезона 2015/16 Балцерс переехал из Норвегии в Северную Америку в клуб ЗХЛ «Камлупс Блэйзерс». В первом же сезоне за новый клуб он сыграл 66 матчей и забил в них 40 голов, став лучшим снайпером команды.
13 июля 2017 года Балцерс подписал трёхлетний контракт новичка с «Сан-Хосе Шаркс». После этого он принял участие в предсезонном тренировочном лагере «Шаркс» по результатам которого руководство клуба приняло решение перевести его в фарм-клуб, команду АХЛ «Сан-Хосе Барракуда». В сезоне 2017/18 он набрал 48 очков в 67 матчах за «Барракуду», а также был вызван на матч всех звёзд АХЛ.
В сентябре 2018 года Балцерс стал частью сделки по обмену Эрика Карлссона в «Сан-Хосе» из клуба «Оттава Сенаторз», перейдя в состав клуба из Канады. Сначала он играл за фарм-клуб «Оттавы», клуб АХЛ «Бельвилль Сенаторз», где по ходу сезона стал лучшим бомбардиром и снайпером команды. В январе 2019 года он был вызван в «Оттаву Сенаторз» на матчи регулярного сезона НХЛ. Дебют Балцерса в НХЛ состоялся 5 января 2019 года в матче против «Миннесоты Уайлд». В следующем матче, 6 января 2019 года, он отметился своим первым голом в карьере НХЛ, случилось это в матче против «Каролины Харрикейнз». В 2020 году клуб «Оттава Сенаторз» отдал в аренду Балцерса в норвежский клуб «Ставангер Ойлерз».
В январе 2021 года был выставлен на драфт отказов, где его забрал «Сан-Хосе Шаркс» и подписал с ним контракт.